# Луцій Аврелій Орест (консул 103 року до н. е.)
Лу́цій Авре́лій О́рест (лат. Lucius Aurelius Orestes; ? — 103 до н. е.) — політичний і державний діяч часів Римської республіки, консул 103 року до н. е.

## Біографічні відомості
Походив з роду нобілів Авреліїв. Про його життя є небагато відомостей. Він був спадковим політиком, сином Луція Аврелія Ореста, консула 126 року до н. е. та онуком Луція Аврелія Ореста, консула 157 року до н. е. 103 року до н. е. його вибрали консулом разом з Гаєм Марієм, але Луцій Аврелій помер цього ж року, під час свого консулату. 